# Corpi sportivi

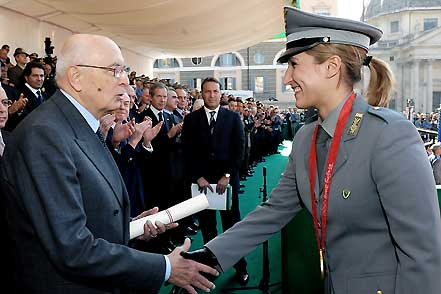
Giorgio Napolitano con Chiara Cainero del GS Forestale nel 2008

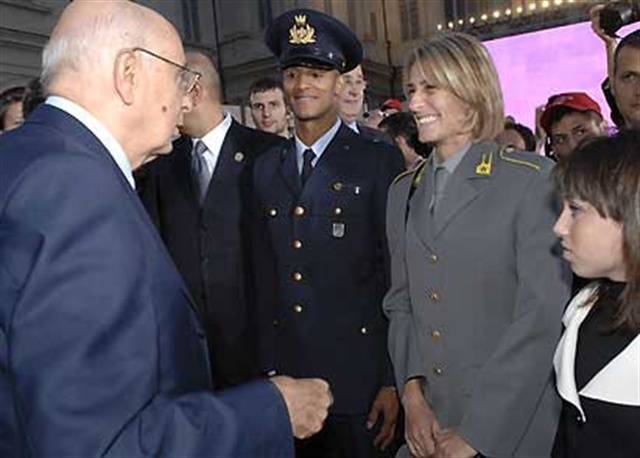
Giorgio Napolitano con Andrew Howe (AM), Antonietta Di Martino (Fiamme Gialle) e Vanessa Ferrari nel 2007

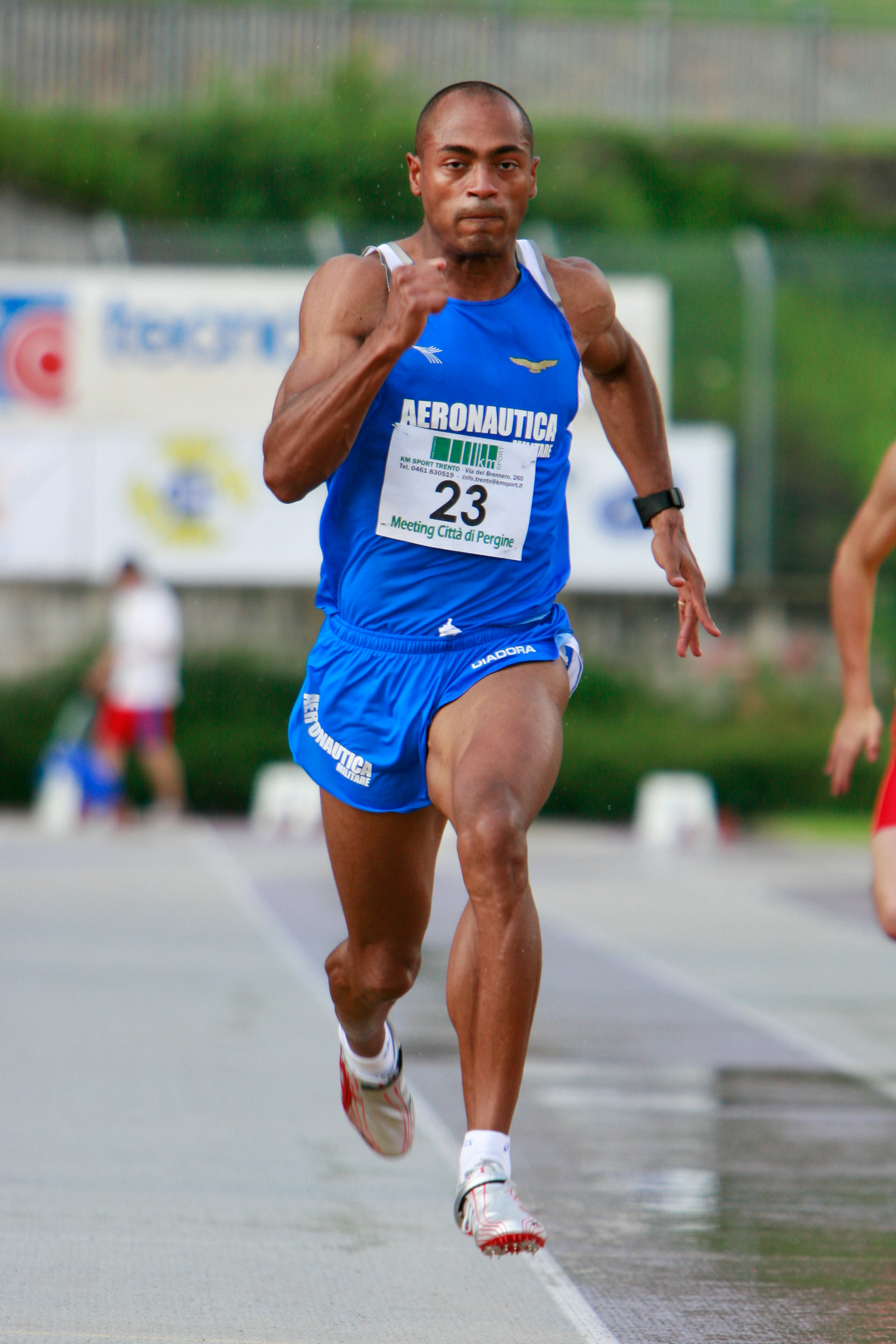
Jacques Riparelli, nel 2008, con la divisa dell'Aeronautica

I Corpi sportivi (spesso abbreviato CS), detti anche gruppi sportivi militari, sono sezioni di corpi militari e di polizia che si occupano dell'attività sportiva, anche agonistica, dei propri appartenenti.

## In Italia
In Italia i gruppi sportivi sono solitamente affiliati alle federazioni sportive riconosciute dal CONI, e sono particolarmente attivi nelle competizioni sportive sia nazionali che internazionali.
Tutte e quattro le Forze armate italiane sono dotate di centri sportivi, spesso articolati in sezioni distinte per disciplina:
- Centro Sportivo Esercito (CSE) - Esercito Italiano
- Centri sportivi agonistici della Marina Militare (CSA) - Marina Militare
- Centro Sportivo Aeronautica Militare - Aeronautica Militare
- Centro Sportivo Carabinieri - Arma dei Carabinieri

Anche le Forze di Polizia o con compiti di polizia hanno gruppi sportivi:
- G.S. Fiamme Oro - Polizia di Stato
- G.S. Fiamme Gialle - Guardia di Finanza
- G.S. Forestale - Corpo Forestale dello Stato[2]
- G.S. Fiamme Azzurre - Corpo di Polizia Penitenziaria
- G.S. Fiamme Rosse[3] - Corpo Nazionale dei Vigili del Fuoco